# Oguzhan Sivrikaya
Oguzhan Sivrikaya (* 3. April 2002) ist ein österreichischer Fußballspieler.

## Karriere
Sivrikaya begann seine Karriere bei der DSG Union Haid. Im Mai 2017 spielte er erstmals für die erste Mannschaft von Haid in der achtklassigen 2. Klasse. In eineinhalb Jahren in der ersten Mannschaft kam er zu 25 Einsätzen, in denen er fünf Tore erzielte. Mit dem Klub stieg er 2018 in die siebtklassige 1. Klasse auf. Nach dem Aufstieg wechselte er zur Saison 2018/19 zum fünftklassigen SV Traun. In eineinhalb Jahren in Traun absolvierte er 28 Partien in der Landesliga und machte dabei sechs Tore. Im Februar 2020 kehrte er zur Union Haid zurück. Da sowohl die Saison 2019/20 als auch 2020/21 COVID-bedingt abgebrochen wurde, kam er nur zweimal zum Einsatz.
Zur Saison 2021/22 wechselte der Mittelfeldspieler zum Ligakonkurrenten SPG Wilhering/Mühlbach. Für die Spielgemeinschaft kam er bis zur Winterpause zu elf Einsätzen in der 1. Klasse, in denen er achtmal traf. Im Jänner 2022 wechselte Sivrikaya zum Zweitligisten SK Vorwärts Steyr, bei dem er einen bis Juni 2022 laufenden Vertrag erhielt. Sein Debüt in der 2. Liga gab er im Februar 2022, als er am 17. Spieltag der Saison 2021/22 gegen den FC Blau-Weiß Linz in der 84. Minute für Kevin Brandstätter eingewechselt wurde. Seinen auslaufenden Vertrag in Steyr verlängerte Sivrikaya im Mai 2022 bis Juni 2024. Insgesamt kam er zu 39 Zweitligaeinsätzen für Steyr, ehe er mit dem Team am Ende der Saison 2022/23 aus der 2. Liga abstieg.
Anschließend wechselte er im Juli 2023 in die Türkei zum Drittligisten 24 Erzincanspor. Für Erzincanspor kam er zu sechs Einsätzen in der TFF 2. Lig, ehe er im Jänner 2024 an den Viertligisten Tokat Belediye Plevnespor verliehen wurde. Für diesen kam er zu elf Einsätzen in der TFF 3. Lig. Zur Saison 2024/25 kehrte er wieder zu Erzincanspor zurück, wo er zu vier weiteren Drittligaeinsätzen kam. Nach der Saison 2024/25 verließ er den Verein.